# Boris Sergejewitsch Sokolow
Boris Sergejewitsch Sokolow (russisch Борис Сергеевич Соколов; * 27. Märzjul. / 9. April 1914greg. in Wyschni Wolotschok; † 2. September 2013 in Moskau) war ein russischer Geologe, Paläontologe und Hochschullehrer.

## Leben
Sokolow, Sohn des Dorffeldschers Sergei Borissowitsch Sokolow, arbeitete nach dem Schulbesuch in Wyschni Wolotschok als Elektriker in Leningrad. Er studierte darauf an der Universität Leningrad (LGU). 1937 schloss er das Studium mit Auszeichnung ab. Er nahm ab 1936 an geologischen Erkundungsarbeiten in Zentralasien teil. 1937–1941 war er Assistent am Lehrstuhl für Paläontologe der LGU.
Vor Beginn des Deutsch-Sowjetischen Krieges wurde Sokolow Führer eines Expeditionstrupps in Xinjiang. 1941–1943 führte er als Chef des Geologietrupps der Volkskommissariate der UdSSR für Buntmetalle und Erdöl Untersuchungen im Tarimbecken, in der Turpan-Senke und in der Dsungarei im Tian Shan durch. 1943–1958 leitete Sokolow das Laboratorium des Allunionsforschungsinstituts für Erdöl der UdSSR. Ab 1945 lehrte er an der LGU.
1947 wurde Sokolow zum Kandidaten und 1955 zum Doktor der geologisch-mineralogischen Wissenschaften promoviert. 1958 wurde er zum Korrespondierenden Mitglied der Akademie der Wissenschaften der UdSSR (AN-SSSR, ab 1991 Russische Akademie der Wissenschaften (RAN)) gewählt und leitete nun in Nowosibirsk im Institut für Geologie und Geophysik der Sibirischen Abteilung (SO) der AN-SSSR die Abteilung für Paläontologie und Stratigraphie, die er zu einem international anerkannten Forschungszentrum machte. 1961–1965 war er Professor am Lehrstuhl für Allgemeine Geologie der Universität Nowosibirsk (NGU). 1965 gründete er dort den Lehrstuhl für Geologiegeschichte und Paläontologie, den er bis 1975 leitete. 1968 wurde er zum Wirklichen Mitglied der AN-SSSR gewählt. 1975 wurde er Mitglied des Präsidiums der AN-SSSR.
Ein zentrales Thema der wissenschaftlichen Arbeit Sokolows war die Geologie und Paläontologie des Präkambriums. Ein Arbeitsschwerpunkt war das Vendium in Russland, das grob dem Ediacarium entspricht. Seine Untersuchung der Tabulata und anderer Korallen des Paläozoikums lieferte wichtige Beiträge zur Evolution.
Ab 1976 arbeitete Sokolow in Moskau. 1977–1992 leitete er das Laboratorium des Instituts für Paläontologie. Nach dem Tode Sergei Michailowitsch Nikolskis 2012 war Sokolow das älteste Mitglied der RAN.
Sokolow wurde auf dem Moskauer Friedhof Trojekurowo begraben.

## Mitgliedschaften
- Société géologique de France (Wirkliches Mitglied, 1963)
- Stockholmer Geologische Gesellschaft (Korrespondierendes Ehrenmitglied, 1969)
- Bergakademie der Russischen Föderation (Ehrenmitglied, 1998)

## Ehrungen, Preise
- Medaille „Für heldenmütige Arbeit im Großen Vaterländischen Krieg 1941–1945“ (1947)
- Ehrenzeichen der Sowjetunion (1954)
- Leninorden (1961, 1967, 1984)
- Leninpreis (1967)
- Orden des Roten Banners der Arbeit (1974, 1975)
- Karpinski-Goldmedaille der AN-SSSR (1979)[4]
- Held der sozialistischen Arbeit (1984)
- Karl-von-Baer-Medaille der Estnischen Akademie der Wissenschaften (1992)
- Karpinski-Preis der Alfred Toepfer Stiftung F. V. S. (1992)
- Lomonossow-Goldmedaille (1997)[4]
- Triumph-Preis der nicht-staatlichen russischen Stiftung Triumph-Logowas Boris Abramowitsch Beresowskis (2003)[9]